# Nabisco Grand Prix 1985
Il Nabisco Grand Prix 1985 è una serie di tornei maschili di tennis. Esso include i 4 tornei dello Slam, 3 del circuito World Championship Tennis e tutti gli altri tornei del Grand Prix. È iniziato il 2 gennaio con il Masters Doubles WCT e si è concluso il 19 gennaio 1986 con la finale del Masters.

## Calendario

### Gennaio
| Settimana  | Torneo                                                                                               | Vincitore                                  | Finalista                      | Semifinalisti                 | Eliminati ai quarti                                        |
| ---------- | --- | ------------------------------------------ | ------------------------------ | ----------------------------- | ---------------------------------------------------------- |
| 2 gennaio  | Masters Doubles WCT 1985 New York, Stati Uniti Doppio                                                | Ken Flach Robert Seguso 6–3, 3–6, 6–3, 6–0 | Heinz Günthardt Balázs Taróczy |                               |                                                            |
| 7 gennaio  | Heineken Open 1985 Auckland, Nuova Zelanda Singolare - Doppio                                        | Chris Lewis 7-5, 6-0, 2-6, 6-4             | Wally Masur                    | John Fitzgerald Danny Saltz   | Brad Drewett Kelly Evernden Peter Doohan Glenn Layendecker |
| 7 gennaio  | Heineken Open 1985 Auckland, Nuova Zelanda Singolare - Doppio                                        | John Fitzgerald Chris Lewis 7-6, 6-2       | Broderick Dyke Wally Masur     | John Fitzgerald Danny Saltz   | Brad Drewett Kelly Evernden Peter Doohan Glenn Layendecker |
| 21 gennaio | U.S. Pro Indoor 1985 Filadelfia, Pennsylvania, USA Sintetico indoor - 300 000 $ Singolare - Doppio   | John McEnroe 6-3 7-6 6-1                   | Miloslav Mečíř                 | Scott Davis Jimmy Connors     | Yannick Noah Eliot Teltscher João Soares Mel Purcell       |
| 21 gennaio | U.S. Pro Indoor 1985 Filadelfia, Pennsylvania, USA Sintetico indoor - 300 000 $ Singolare - Doppio   | Joakim Nyström Mats Wilander 7–6, 7–6      | Wojciech Fibak Sandy Mayer     | Scott Davis Jimmy Connors     | Yannick Noah Eliot Teltscher João Soares Mel Purcell       |
| 28 gennaio | U.S. Indoor National Championships 1985 Memphis, USA Sintetico indoor - 250 000 $ Singolare - Doppio | Stefan Edberg 6-1 6-0                      | Yannick Noah                   | Jimmy Connors Eliot Teltscher | Kevin Curren Brad Gilbert Shahar Perkiss Greg Holmes       |
| 28 gennaio | U.S. Indoor National Championships 1985 Memphis, USA Sintetico indoor - 250 000 $ Singolare - Doppio | Pavel Složil Tomáš Šmíd 6-7, 7-6, 7-6      | Kevin Curren Steve Denton      | Jimmy Connors Eliot Teltscher | Kevin Curren Brad Gilbert Shahar Perkiss Greg Holmes       |

### Febbraio
| Settimana   | Torneo | Vincitore                                        | Finalista                         | Semifinalisti                  | Eliminati ai quarti                                           |
| ----------- | --- | ------------------------------------------------ | --------------------------------- | ------------------------------ | ------------------------------------------------------------- |
| 4 febbraio  | Lipton International Players Championships 1985 Delray Beach, Stati Uniti Cemento - 750 000 $ Singolare - Doppio | Tim Mayotte 4–6, 4–6, 6–3, 6–2, 6–4              | Scott Davis                       | Tomáš Šmíd Jan Gunnarsson      | Stefan Edberg Yannick Noah Vitas Gerulaitis Mike Leach        |
| 4 febbraio  | Lipton International Players Championships 1985 Delray Beach, Stati Uniti Cemento - 750 000 $ Singolare - Doppio | Paul Annacone Christo van Rensburg 7–5, 7–5, 6–4 | Sherwood Stewart Kim Warwick      | Tomáš Šmíd Jan Gunnarsson      | Stefan Edberg Yannick Noah Vitas Gerulaitis Mike Leach        |
| 18 febbraio | La Quinta Classic 1985 La Quinta, Stati Uniti Cemento - 300 000 $ Singolare - Doppio                             | Larry Stefanki 6–1, 6–4, 3–6, 6–3                | David Pate                        | Greg Holmes Libor Pimek        | Jimmy Connors Tarik Benhabiles Aaron Krickstein John Lloyd    |
| 18 febbraio | La Quinta Classic 1985 La Quinta, Stati Uniti Cemento - 300 000 $ Singolare - Doppio                             | Heinz Günthardt Balázs Taróczy 7–6, 7–5          | Ken Flach Robert Seguso           | Greg Holmes Libor Pimek        | Jimmy Connors Tarik Benhabiles Aaron Krickstein John Lloyd    |
| 18 febbraio | Toronto Indoor 1985 Toronto, Canada Sintetico indoor - 200 000 $ Singolare - Doppio                              | Kevin Curren 7-6 6-3                             | Anders Järryd                     | Wojciech Fibak Eliot Teltscher | Peter Fleming Gene Mayer Bud Schultz Ramesh Krishnan          |
| 18 febbraio | Toronto Indoor 1985 Toronto, Canada Sintetico indoor - 200 000 $ Singolare - Doppio                              | Peter Fleming Anders Järryd 7–6, 6–2             | Glenn Layendecker Glenn Michibata | Wojciech Fibak Eliot Teltscher | Peter Fleming Gene Mayer Bud Schultz Ramesh Krishnan          |
| 25 febbraio | ATP Buenos Aires 1985 Buenos Aires, Argentina Terra rossa - 80 000 $ Singolare - Doppio                          | Martín Jaite 6-4 6-2                             | Diego Pérez                       | Jimmy Brown Horacio de la Peña | Roberto Argüello Raúl Viver Francisco Maciel Marcelo Ingaramo |
| 25 febbraio | ATP Buenos Aires 1985 Buenos Aires, Argentina Terra rossa - 80 000 $ Singolare - Doppio                          | Martín Jaite Christian Miniussi 6-4, 6-3         | Eduardo Bengoechea Diego Pérez    | Jimmy Brown Horacio de la Peña | Roberto Argüello Raúl Viver Francisco Maciel Marcelo Ingaramo |
| 25 febbraio | Houston Open 1985 Houston, Stati Uniti Sintetico indoor - 375 000 $ Singolare - Doppio                           | John McEnroe 7-5 6-1 7-6                         | Kevin Curren                      | Peter Fleming Shahar Perkiss   | Brad Gilbert Leif Shiras Mark Dickson Tim Mayotte             |
| 25 febbraio | Houston Open 1985 Houston, Stati Uniti Sintetico indoor - 375 000 $ Singolare - Doppio                           | Peter Fleming John McEnroe 6-3, 6-2              | Hank Pfister Ben Testerman        | Peter Fleming Shahar Perkiss   | Brad Gilbert Leif Shiras Mark Dickson Tim Mayotte             |

### Marzo
| Settimana | Torneo                                                                                     | Vincitore                              | Finalista                        | Semifinalisti                | Eliminati ai quarti                                       |
| --------- | ------------------------------------------------------------------------------------------ | -------------------------------------- | -------------------------------- | ---------------------------- | --------------------------------------------------------- |
| 11 marzo  | Brussels Indoor 1985 Bruxelles, Belgio Sintetico indoor - 267 000 $ Singolare - Doppio     | Anders Järryd 6-4 3-6 7-5              | Mats Wilander                    | Pat Cash Stefan Edberg       | Heinz Günthardt Joakim Nyström Sammy Giammalva Tomáš Šmíd |
| 11 marzo  | Brussels Indoor 1985 Bruxelles, Belgio Sintetico indoor - 267 000 $ Singolare - Doppio     | Stefan Edberg Anders Järryd 6–3, 7–6   | Kevin Curren Wojciech Fibak      | Pat Cash Stefan Edberg       | Heinz Günthardt Joakim Nyström Sammy Giammalva Tomáš Šmíd |
| 18 marzo  | Lorraine Open 1985 Nancy, Francia Singolare - Doppio                                       | Tim Wilkison 4-6 7-6 9-7               | Slobodan Živojinović             | Pascal Portes Chip Hooper    | John Frawley Henri Leconte Rolf Gehring Bernhard Pils     |
| 18 marzo  | Lorraine Open 1985 Nancy, Francia Singolare - Doppio                                       | Marcel Freeman Rodney Harmon 6–4, 7–6  | Jaroslav Navrátil Jonas Svensson | Pascal Portes Chip Hooper    | John Frawley Henri Leconte Rolf Gehring Bernhard Pils     |
| 18 marzo  | Rotterdam Open 1985 Rotterdam, Paesi Bassi Sintetico indoor - 250 000 $ Singolare - Doppio | Miloslav Mečíř 6-1 6-2                 | Jakob Hlasek                     | Tomáš Šmíd Joakim Nyström    | John Sadri Francisco González Pat Cash Boris Becker       |
| 18 marzo  | Rotterdam Open 1985 Rotterdam, Paesi Bassi Sintetico indoor - 250 000 $ Singolare - Doppio | Tomáš Šmíd Pavel Složil 6–4, 6–4       | Vitas Gerulaitis Paul McNamee    | Tomáš Šmíd Joakim Nyström    | John Sadri Francisco González Pat Cash Boris Becker       |
| 25 marzo  | Paine Webber Classic 1985 Fort Myers, Stati Uniti Cemento - 325 000 $ Singolare - Doppio   | Ivan Lendl 6-3 6-2                     | Jimmy Connors                    | Andrés Gómez Sammy Giammalva | Johan Kriek Eliot Teltscher Scott Davis Brad Gilbert      |
| 25 marzo  | Paine Webber Classic 1985 Fort Myers, Stati Uniti Cemento - 325 000 $ Singolare - Doppio   | Ken Flach Robert Seguso 3–6, 6–3, 6–3  | Sammy Giammalva Jr. David Pate   | Andrés Gómez Sammy Giammalva | Johan Kriek Eliot Teltscher Scott Davis Brad Gilbert      |
| 25 marzo  | Milan Indoor 1985 Milano, Italia Sintetico indoor - 380 000 $ Singolare - Doppio           | John McEnroe 6-4 6-1                   | Anders Järryd                    | Jakob Hlasek Tomáš Šmíd      | Henri Leconte Tim Wilkison Vitas Gerulaitis John Sadri    |
| 25 marzo  | Milan Indoor 1985 Milano, Italia Sintetico indoor - 380 000 $ Singolare - Doppio           | Heinz Günthardt Anders Järryd 6–2, 6–1 | Broderick Dyke Wally Masur       | Jakob Hlasek Tomáš Šmíd      | Henri Leconte Tim Wilkison Vitas Gerulaitis John Sadri    |

### Aprile
| Settimana | Torneo                                                                                       | Vincitore                                        | Finalista                          | Semifinalisti                     | Eliminati ai quarti                                                  |
| --------- | -------------------------------------------------------------------------------------------- | ------------------------------------------------ | ---------------------------------- | --------------------------------- | -------------------------------------------------------------------- |
| 1º aprile | Chicago Grand Prix 1985 Chicago, Stati Uniti Sintetico indoor - 250 000 $ Singolare - Doppio | John McEnroe Walkover                            | Jimmy Connors                      | Scott Davis Andrés Gómez          | Paul Annacone Terry Moor Tim Mayotte Brad Gilbert                    |
| 1º aprile | Chicago Grand Prix 1985 Chicago, Stati Uniti Sintetico indoor - 250 000 $ Singolare - Doppio | Johan Kriek Yannick Noah 3–6, 4–6, 7–5, 6–1, 6–4 | Ken Flach Robert Seguso            | Scott Davis Andrés Gómez          | Paul Annacone Terry Moor Tim Mayotte Brad Gilbert                    |
| 1º aprile | Monte Carlo Open 1985 Monte Carlo, Monaco Terra rossa - 325 000 $ Singolare - Doppio         | Ivan Lendl 6–1, 6–3, 4–6, 6–4                    | Mats Wilander                      | Henrik Sundström Aaron Krickstein | Francesco Cancellotti Michael Westphal Tomáš Šmíd Libor Pimek        |
| 1º aprile | Monte Carlo Open 1985 Monte Carlo, Monaco Terra rossa - 325 000 $ Singolare - Doppio         | Pavel Složil Tomáš Šmíd 6-2, 6-3                 | Shlomo Glickstein Shahar Perkiss   | Henrik Sundström Aaron Krickstein | Francesco Cancellotti Michael Westphal Tomáš Šmíd Libor Pimek        |
| 8 aprile  | WCT Finals 1985 Dallas, Stati Uniti Sintetico indoor - 500 000 $ Singolare - Doppio          | Ivan Lendl 7-6 6-4 6-1                           | Tim Mayotte                        | Joakim Nyström Jimmy Connors      | John McEnroe Mats Wilander Stefan Edberg Aaron Krickstein            |
| 8 aprile  | WCT Finals 1985 Dallas, Stati Uniti Sintetico indoor - 500 000 $ Singolare - Doppio          | John McEnroe Peter Fleming 6-3 6-1               | Mark Edmondson Sherwood Stewart    | Joakim Nyström Jimmy Connors      | John McEnroe Mats Wilander Stefan Edberg Aaron Krickstein            |
| 8 aprile  | ATP Nizza 1985 Nizza, Francia Terra rossa - 80 000 $ Singolare - Doppio                      | Henri Leconte 6-4 6-4                            | Víctor Pecci                       | Hans Schwaier Diego Pérez         | Slobodan Živojinović Fernando Luna Roberto Argüello Tarik Benhabiles |
| 8 aprile  | ATP Nizza 1985 Nizza, Francia Terra rossa - 80 000 $ Singolare - Doppio                      | Claudio Panatta Pavel Složil 3-6, 6-3, 8-6       | Loïc Courteau Guy Forget           | Hans Schwaier Diego Pérez         | Slobodan Živojinović Fernando Luna Roberto Argüello Tarik Benhabiles |
| 15 aprile | Grand Prix Bari 1985 Bari, Italia Terra rossa - 94 200 $ Singolare - Doppio                  | Claudio Panatta 6-2 1-6 7-6                      | Lawson Duncan                      | José López Maeso Hans Schwaier    | Claudio Pistolesi Roberto Argüello Horacio de la Peña Martín Jaite   |
| 15 aprile | Grand Prix Bari 1985 Bari, Italia Terra rossa - 94 200 $ Singolare - Doppio                  | Alejandro Ganzábal Claudio Panatta 6–4, 6–2      | Marcel Freeman Laurie Warder       | José López Maeso Hans Schwaier    | Claudio Pistolesi Roberto Argüello Horacio de la Peña Martín Jaite   |
| 22 aprile | Atlanta Open 1985 Atlanta, Stati Uniti Sintetico indoor - 300 000 $ Singolare - Doppio       | John McEnroe 7-6 7-6 6-2                         | Paul Annacone                      | Mike Leach Kevin Curren           | Tim Mayotte Pat Cash Brad Gilbert Scott Davis                        |
| 22 aprile | Atlanta Open 1985 Atlanta, Stati Uniti Sintetico indoor - 300 000 $ Singolare - Doppio       | Paul Annacone Christo van Rensburg 6-4, 6-3      | Steve Denton Tomáš Šmíd            | Mike Leach Kevin Curren           | Tim Mayotte Pat Cash Brad Gilbert Scott Davis                        |
| 22 aprile | Marbella Grand Prix 1985 Marbella, Spagna Terra rossa - 100 000 $ Singolare - Doppio         | Horacio de la Peña 6-0 6-3                       | Lawson Duncan                      | Eduardo Bengoechea Stephen Shaw   | Pablo Arraya Ronald Agénor José López Maeso Alejandro Ganzábal       |
| 22 aprile | Marbella Grand Prix 1985 Marbella, Spagna Terra rossa - 100 000 $ Singolare - Doppio         | Andrés Gómez Cássio Motta 6-1, 6-1               | Loic Courteau Michiel Schapers     | Eduardo Bengoechea Stephen Shaw   | Pablo Arraya Ronald Agénor José López Maeso Alejandro Ganzábal       |
| 29 aprile | ATP German Open 1985 Amburgo, Germania dell'Ovest Terra rossa - 250 000 $ Singolare - Doppio | Miloslav Mečíř 6-4 6-1 6-4                       | Henrik Sundström                   | Mats Wilander José Luis Clerc     | Guillermo Vilas Joakim Nyström Jan Gunnarsson Andrés Gómez           |
| 29 aprile | ATP German Open 1985 Amburgo, Germania dell'Ovest Terra rossa - 250 000 $ Singolare - Doppio | Hans Gildemeister Andrés Gómez 6-4, 6-3          | Heinz Günthardt Balázs Taróczy     | Mats Wilander José Luis Clerc     | Guillermo Vilas Joakim Nyström Jan Gunnarsson Andrés Gómez           |
| 29 aprile | Alan King Tennis Classic 1985 Las Vegas, Stati Uniti Cemento - 400 000 $ Singolare - Doppio  | Johan Kriek 4-6 6-3 6-4                          | Jimmy Arias                        | Ken Flach Tomáš Šmíd              | John Lloyd Eliot Teltscher Tim Mayotte Boris Becker                  |
| 29 aprile | Alan King Tennis Classic 1985 Las Vegas, Stati Uniti Cemento - 400 000 $ Singolare - Doppio  | Pat Cash John Fitzgerald 7–6, 6–7, 7–6           | Paul Annacone Christo van Rensburg | Ken Flach Tomáš Šmíd              | John Lloyd Eliot Teltscher Tim Mayotte Boris Becker                  |

### Maggio
| Settimana | Torneo                                                                                         | Vincitore                                                       | Finalista                        | Semifinalisti                     | Eliminati ai quarti                                                    |
| --------- | ---------------------------------------------------------------------------------------------- | --------------------------------------------------------------- | -------------------------------- | --------------------------------- | ---------------------------------------------------------------------- |
| 6 maggio  | BMW Open 1985 Monaco di Baviera, Germania Terra rossa - 100 000 $ Singolare - Doppio           | Joakim Nyström 6-1 6-0                                          | Hans Schwaier                    | Diego Pérez José Luis Clerc       | Emilio Sánchez Klaus Eberhard Miloslav Mečíř Cássio Motta              |
| 6 maggio  | BMW Open 1985 Monaco di Baviera, Germania Terra rossa - 100 000 $ Singolare - Doppio           | Mark Edmondson Kim Warwick 4-6, 7-5, 7-5                        | Sergio Casal Emilio Sánchez      | Diego Pérez José Luis Clerc       | Emilio Sánchez Klaus Eberhard Miloslav Mečíř Cássio Motta              |
| 6 maggio  | WCT Tournament of Champions 1985 Forest Hills, USA Terra rossa - 500 000 $ Singolare - Doppio  | Ivan Lendl 6–3, 6–3                                             | John McEnroe                     | Henrik Sundström Aaron Krickstein | Claudio Panatta Terry Moor Brad Gilbert Lawson Duncan                  |
| 6 maggio  | WCT Tournament of Champions 1985 Forest Hills, USA Terra rossa - 500 000 $ Singolare - Doppio  | Ken Flach Robert Seguso 7–5, 6–2                                | Givaldo Barbosa Ivan Kley        | Henrik Sundström Aaron Krickstein | Claudio Panatta Terry Moor Brad Gilbert Lawson Duncan                  |
| 13 maggio | Madrid Tennis Grand Prix 1985 Madrid, Spagna Terra rossa - 80 000 $ Singolare - Doppio         | Andreas Maurer 7-5 6-2                                          | Lawson Duncan                    | Karel Nováček Amos Mansdorf       | Ronald Agénor David De Miguel Lapiedra Marcelo Ingaramo Carl Limberger |
| 13 maggio | Madrid Tennis Grand Prix 1985 Madrid, Spagna Terra rossa - 80 000 $ Singolare - Doppio         | Givaldo Barbosa Ivan Kley 7-6, 6-4                              | Jorge Bardou Alberto Tous        | Karel Nováček Amos Mansdorf       | Ronald Agénor David De Miguel Lapiedra Marcelo Ingaramo Carl Limberger |
| 13 maggio | Internazionali d'Italia 1985 Roma, Italia Terra rossa - 350 000 $ Singolare - Doppio           | Yannick Noah 6–3, 3–6, 6–2, 7–6                                 | Miloslav Mečíř                   | Mats Wilander Boris Becker        | Henrik Sundström Claudio Mezzadri José Luis Clerc Jan Gunnarsson       |
| 13 maggio | Internazionali d'Italia 1985 Roma, Italia Terra rossa - 350 000 $ Singolare - Doppio           | Anders Järryd Mats Wilander 4–6, 6–3, 6–2                       | Ken Flach Robert Seguso          | Mats Wilander Boris Becker        | Henrik Sundström Claudio Mezzadri José Luis Clerc Jan Gunnarsson       |
| 20 maggio | ATP Firenze 1985 Firenze, Italia Terra rossa - 80 000 $ Singolare - Doppio                     | Sergio Casal 3-6 6-3 6-2                                        | Jimmy Arias                      | Eduardo Bengoechea Mike De Palmer | Mark Dickson Jimmy Brown Lawson Duncan Marcelo Ingaramo                |
| 20 maggio | ATP Firenze 1985 Firenze, Italia Terra rossa - 80 000 $ Singolare - Doppio                     | David Graham Laurie Warder 6-1, 6-1                             | Bruce Derlin Carl Limberger      | Eduardo Bengoechea Mike De Palmer | Mark Dickson Jimmy Brown Lawson Duncan Marcelo Ingaramo                |
| 27 maggio | Open di Francia 1985 Parigi, Francia Grande Slam Terra rossa Singolare - Doppio - Doppio misto | Mats Wilander 3–6, 6–4, 6–2, 6–2                                | Ivan Lendl                       | John McEnroe Jimmy Connors        | Joakim Nyström Henri Leconte Stefan Edberg Martín Jaite                |
| 27 maggio | Open di Francia 1985 Parigi, Francia Grande Slam Terra rossa Singolare - Doppio - Doppio misto | Mark Edmondson Kim Warwick 6–3, 6–4, 6–7, 6–3                   | Shlomo Glickstein Hans Simonsson | John McEnroe Jimmy Connors        | Joakim Nyström Henri Leconte Stefan Edberg Martín Jaite                |
| 27 maggio | Open di Francia 1985 Parigi, Francia Grande Slam Terra rossa Singolare - Doppio - Doppio misto | Doppio Misto: Martina Navrátilová Heinz Günthardt 2–6, 6–3, 6–2 | Paula Smith Francisco González   | John McEnroe Jimmy Connors        | Joakim Nyström Henri Leconte Stefan Edberg Martín Jaite                |

### Giugno
| Settimana | Torneo                                                                                        | Vincitore                                                    | Finalista                               | Semifinalisti                     | Eliminati ai quarti                                              |
| --------- | --------------------------------------------------------------------------------------------- | ------------------------------------------------------------ | --------------------------------------- | --------------------------------- | ---------------------------------------------------------------- |
| 10 giugno | Queen's Club Championships 1985 Londra, Gran Bretagna Erba - 250 000 $ Singolare - Doppio     | Boris Becker 6-2 6-3                                         | Johan Kriek                             | Paul McNamee Slobodan Živojinović | Tim Mayotte Pat Cash Russell Simpson Paul Annacone               |
| 10 giugno | Queen's Club Championships 1985 Londra, Gran Bretagna Erba - 250 000 $ Singolare - Doppio     | Ken Flach Robert Seguso 3–6, 6–3, 16–14                      | Pat Cash John Fitzgerald                | Paul McNamee Slobodan Živojinović | Tim Mayotte Pat Cash Russell Simpson Paul Annacone               |
| 10 giugno | ATP Bologna Outdoor 1985 Bologna, Italia Terra rossa - 94 200 $ Singolare - Doppio            | Thierry Tulasne 6-2 6-0                                      | Claudio Panatta                         | Alberto Tous Damir Keretić        | Zoltán Kuhárszky Massimiliano Narducci Ronald Agénor Goran Prpić |
| 10 giugno | ATP Bologna Outdoor 1985 Bologna, Italia Terra rossa - 94 200 $ Singolare - Doppio            | Paolo Canè Simone Colombo 7–5, 6–4                           | Jordi Arrese Alberto Tous               | Alberto Tous Damir Keretić        | Zoltán Kuhárszky Massimiliano Narducci Ronald Agénor Goran Prpić |
| 17 giugno | Bristol Open 1985 Bristol, Gran Bretagna Erba - 105 000 $ Singolare - Doppio                  | Marty Davis 4-6 6-3 7-5                                      | Glenn Layendecker                       | Roger Knapp Brian Teacher         | Peter Doohan Nduka Odizor Guy Forget Jeremy Bates                |
| 17 giugno | Bristol Open 1985 Bristol, Gran Bretagna Erba - 105 000 $ Singolare - Doppio                  | Eddie Edwards Danie Visser 6–4, 7–6                          | John Alexander Russell Simpson          | Roger Knapp Brian Teacher         | Peter Doohan Nduka Odizor Guy Forget Jeremy Bates                |
| 24 giugno | Torneo di Wimbledon 1985 Wimbledon, Gran Bretagna Grande Slam Erba Singolare - Doppio - Misto | Boris Becker 6–3, 6(4)–7, 7–6(3), 6–4                        | Kevin Curren                            | Jimmy Connors Anders Järryd       | John McEnroe Ricardo Acuña Heinz Günthardt Henri Leconte         |
| 24 giugno | Torneo di Wimbledon 1985 Wimbledon, Gran Bretagna Grande Slam Erba Singolare - Doppio - Misto | Heinz Günthardt Balázs Taróczy 6–4, 6–3, 4–6, 6–3            | Pat Cash John Fitzgerald                | Jimmy Connors Anders Järryd       | John McEnroe Ricardo Acuña Heinz Günthardt Henri Leconte         |
| 24 giugno | Torneo di Wimbledon 1985 Wimbledon, Gran Bretagna Grande Slam Erba Singolare - Doppio - Misto | Doppio Misto: Paul McNamee Martina Navrátilová 7–5, 4–6, 6–2 | John Fitzgerald Elizabeth Sayers Smylie | Jimmy Connors Anders Järryd       | John McEnroe Ricardo Acuña Heinz Günthardt Henri Leconte         |

### Luglio
| Settimana | Torneo | Vincitore                                      | Finalista                          | Semifinalisti                  | Eliminati ai quarti                                                 |
| --------- | --- | ---------------------------------------------- | ---------------------------------- | ------------------------------ | ------------------------------------------------------------------- |
| 8 luglio  | U.S. Pro Tennis Championships 1985 Boston, Massachusetts, Stati Uniti Cemento - 267 000 $ Singolare - Doppio             | Mats Wilander 6-2 6-4                          | Martín Jaite                       | Guillermo Vilas Bruno Orešar   | Henrik Sundström Libor Pimek Juan Aguilera Paul McNamee             |
| 8 luglio  | U.S. Pro Tennis Championships 1985 Boston, Massachusetts, Stati Uniti Cemento - 267 000 $ Singolare - Doppio             | Libor Pimek Slobodan Živojinović 2-6, 6-4, 7-6 | Peter McNamara Paul McNamee        | Guillermo Vilas Bruno Orešar   | Henrik Sundström Libor Pimek Juan Aguilera Paul McNamee             |
| 8 luglio  | Swiss Open Gstaad 1985 Gstaad, Svizzera Terra rossa - 150 000 $ Singolare - Doppio                                       | Joakim Nyström 6-4, 1-6, 7-5, 6-3              | Andreas Maurer                     | Guy Forget Mark Edmondson      | Wojciech Fibak Heinz Günthardt Cássio Motta Raúl Viver              |
| 8 luglio  | Swiss Open Gstaad 1985 Gstaad, Svizzera Terra rossa - 150 000 $ Singolare - Doppio                                       | Wojciech Fibak Tomáš Šmíd 6-7, 6-4, 6-4        | Brad Drewett Mark Edmondson        | Guy Forget Mark Edmondson      | Wojciech Fibak Heinz Günthardt Cássio Motta Raúl Viver              |
| 8 luglio  | Hall of Fame Tennis Championships 1985 Newport, USA Erba - 117 000 $ Singolare - Doppio                                  | Tom Gullikson 6-3 7-6                          | John Sadri                         | David Pate Tim Mayotte         | Johan Kriek Paul Annacone Scott Davis Marc Flur                     |
| 8 luglio  | Hall of Fame Tennis Championships 1985 Newport, USA Erba - 117 000 $ Singolare - Doppio                                  | Peter Doohan Sammy Giammalva Jr. 6-1, 6-3      | Paul Annacone Christo van Rensburg | David Pate Tim Mayotte         | Johan Kriek Paul Annacone Scott Davis Marc Flur                     |
| 15 luglio | Swedish Open 1985 Båstad, Svezia Terra rossa - 100 000 $ Singolare - Doppio                                              | Mats Wilander 6-1 6-0                          | Stefan Edberg                      | Damir Keretić Kent Carlsson    | Goran Prpić Henrik Sundström Stefan Simonsson Alessandro De Minicis |
| 15 luglio | Swedish Open 1985 Båstad, Svezia Terra rossa - 100 000 $ Singolare - Doppio                                              | Stefan Edberg Anders Järryd 6-0, 7-6           | Sergio Casal Emilio Sánchez        | Damir Keretić Kent Carlsson    | Goran Prpić Henrik Sundström Stefan Simonsson Alessandro De Minicis |
| 15 luglio | Washington Open 1985 Washington, Stati Uniti Terra rossa - 200 000 $ Singolare - Doppio                                  | Yannick Noah 6-4 6-3                           | Martín Jaite                       | Jimmy Connors Marcelo Ingaramo | Jakob Hlasek Aaron Krickstein Guillermo Vilas Pablo Arraya          |
| 15 luglio | Washington Open 1985 Washington, Stati Uniti Terra rossa - 200 000 $ Singolare - Doppio                                  | Hans Gildemeister Víctor Pecci 6-3, 1-6, 6-4   | David Graham Balázs Taróczy        | Jimmy Connors Marcelo Ingaramo | Jakob Hlasek Aaron Krickstein Guillermo Vilas Pablo Arraya          |
| 22 luglio | Dutch Open 1985 Hilversum, Paesi Bassi Terra rossa - 70 000 $ Singolare - Doppio                                         | Ricki Osterthun 4-6 4-6 6-2 6-4 6-3            | Kent Carlsson                      | Menno Oosting Andreas Maurer   | Michiel Schapers Darren Cahill Huub van Boeckel Tomáš Šmíd          |
| 22 luglio | Dutch Open 1985 Hilversum, Paesi Bassi Terra rossa - 70 000 $ Singolare - Doppio                                         | Stefan Simonsson Hans Simonsson 6-3 6-4        | Carl Limberger Mark Woodforde      | Menno Oosting Andreas Maurer   | Michiel Schapers Darren Cahill Huub van Boeckel Tomáš Šmíd          |
| 22 luglio | U.S. Men's Clay Court Championships 1985 Indianapolis, Indiana, USA Terra rossa - 300 000 $ - 56S/28D Singolare - Doppio | Ivan Lendl 6-1 6-3                             | Andrés Gómez                       | Boris Becker Yannick Noah      | Martín Jaite Miloslav Mečíř Hans Schwaier Jaroslav Navrátil         |
| 22 luglio | U.S. Men's Clay Court Championships 1985 Indianapolis, Indiana, USA Terra rossa - 300 000 $ - 56S/28D Singolare - Doppio | Ken Flach Robert Seguso 6-4, 6-4               | Pavel Složil Kim Warwick           | Boris Becker Yannick Noah      | Martín Jaite Miloslav Mečíř Hans Schwaier Jaroslav Navrátil         |
| 22 luglio | Livingston Open 1985 Livingston, Stati Uniti Cemento - 125 000 $ Singolare - Doppio                                      | Brad Gilbert 4-6 7-5 6-0                       | Brian Teacher                      | Johan Kriek Jim Grabb          | Danie Visser Sammy Giammalva Bob Green Paul Annacone                |
| 22 luglio | Livingston Open 1985 Livingston, Stati Uniti Cemento - 125 000 $ Singolare - Doppio                                      | Mike De Palmer Peter Doohan 6–3, 6–4           | Eddie Edwards Danie Visser         | Johan Kriek Jim Grabb          | Danie Visser Sammy Giammalva Bob Green Paul Annacone                |

### Agosto
| Settimana | Torneo                                                                                              | Vincitore                                                  | Finalista                               | Semifinalisti               | Eliminati ai quarti                                         |
| --------- | --------------------------------------------------------------------------------------------------- | ---------------------------------------------------------- | --------------------------------------- | --------------------------- | ----------------------------------------------------------- |
| 5 agosto  | Austrian Open 1985 Kitzbühel, Austria Terra rossa - 150 000 $ Singolare - Doppio                    | Pavel Složil 7-5 6-2                                       | Michael Westphal                        | Marián Vajda Sergio Casal   | Kent Carlsson Henri Leconte Thierry Tulasne Emilio Sánchez  |
| 5 agosto  | Austrian Open 1985 Kitzbühel, Austria Terra rossa - 150 000 $ Singolare - Doppio                    | Emilio Sánchez Sergio Casal 6–3, 3–6, 6–2                  | Paolo Canè Claudio Panatta              | Marián Vajda Sergio Casal   | Kent Carlsson Henri Leconte Thierry Tulasne Emilio Sánchez  |
| 5 agosto  | ATP Volvo International 1985 Stratton Mountain, Vermont, USA Cemento - 250 000 $ Singolare - Doppio | John McEnroe 7-6 6-2                                       | Ivan Lendl                              | Robert Seguso Jimmy Connors | Paul Annacone Scott Davis Tim Mayotte Brad Gilbert          |
| 5 agosto  | ATP Volvo International 1985 Stratton Mountain, Vermont, USA Cemento - 250 000 $ Singolare - Doppio | Scott Davis David Pate 3–6, 7–6, 7–6                       | Ken Flach Robert Seguso                 | Robert Seguso Jimmy Connors | Paul Annacone Scott Davis Tim Mayotte Brad Gilbert          |
| 12 agosto | ATP Cleveland 1985 Cleveland, Stati Uniti Cemento - 80 000 $ Singolare - Doppio                     | Brad Gilbert 6-3 6-2                                       | Brad Drewett                            | Bud Schultz Hank Pfister    | Matt Doyle Mike Bauer Ricardo Acuña David Pate              |
| 12 agosto | ATP Cleveland 1985 Cleveland, Stati Uniti Cemento - 80 000 $ Singolare - Doppio                     | Leo Palin Olli Rahnasto 6–3, 6–7, 7–6                      | Hank Pfister Ben Testerman              | Bud Schultz Hank Pfister    | Matt Doyle Mike Bauer Ricardo Acuña David Pate              |
| 12 agosto | Canada Open 1985 Montréal, Canada Cemento - 300 000 $ Singolare - Doppio                            | John McEnroe 7-5 6-3                                       | Ivan Lendl                              | Jimmy Connors Jimmy Arias   | Ramesh Krishnan Stefan Edberg Eliot Teltscher Anders Järryd |
| 12 agosto | Canada Open 1985 Montréal, Canada Cemento - 300 000 $ Singolare - Doppio                            | Ken Flach Robert Seguso 5-7, 7-6, 6-3                      | Stefan Edberg Anders Järryd             | Jimmy Connors Jimmy Arias   | Ramesh Krishnan Stefan Edberg Eliot Teltscher Anders Järryd |
| 19 agosto | Cincinnati Open 1985 Cincinnati, Stati Uniti Cemento - 300 000 $ Singolare - Doppio                 | Boris Becker 6-4 6-2                                       | Mats Wilander                           | Tim Wilkison Joakim Nyström | Stefan Edberg Jimmy Brown Hank Pfister Anders Järryd        |
| 19 agosto | Cincinnati Open 1985 Cincinnati, Stati Uniti Cemento - 300 000 $ Singolare - Doppio                 | Stefan Edberg Anders Järryd 4-6, 6-2, 6-3                  | Joakim Nyström Mats Wilander            | Tim Wilkison Joakim Nyström | Stefan Edberg Jimmy Brown Hank Pfister Anders Järryd        |
| 26 agosto | US Open 1985 New York, Stati Uniti Grande Slam Cemento - 128S/64D Singolare - Doppio - Doppio misto | Ivan Lendl 7-6 6-3 6-4                                     | John McEnroe                            | Mats Wilander Jimmy Connors | Joakim Nyström Anders Järryd Heinz Günthardt Yannick Noah   |
| 26 agosto | US Open 1985 New York, Stati Uniti Grande Slam Cemento - 128S/64D Singolare - Doppio - Doppio misto | Ken Flach Robert Seguso 6-7, 7-6, 7-6, 6-0                 | Henri Leconte Yannick Noah              | Mats Wilander Jimmy Connors | Joakim Nyström Anders Järryd Heinz Günthardt Yannick Noah   |
| 26 agosto | US Open 1985 New York, Stati Uniti Grande Slam Cemento - 128S/64D Singolare - Doppio - Doppio misto | Doppio Misto: Martina Navrátilová Heinz Günthardt 6–3, 6–4 | Elizabeth Sayers Smylie John Fitzgerald | Mats Wilander Jimmy Connors | Joakim Nyström Anders Järryd Heinz Günthardt Yannick Noah   |

### Settembre
| Settimana    | Torneo | Vincitore                                        | Finalista                          | Semifinalisti                   | Eliminati ai quarti                                                  |
| ------------ | --- | ------------------------------------------------ | ---------------------------------- | ------------------------------- | -------------------------------------------------------------------- |
| 9 settembre  | Campionati Internazionali di Sicilia 1985 Palermo, Italia Terra rossa - 100 000 $ Singolare - Doppio            | Thierry Tulasne 6-3 6-1                          | Joakim Nyström                     | Diego Pérez Thomas Muster       | Roberto Argüello Goran Prpić Claudio Pistolesi Francesco Cancellotti |
| 9 settembre  | Campionati Internazionali di Sicilia 1985 Palermo, Italia Terra rossa - 100 000 $ Singolare - Doppio            | Colin Dowdeswell Joakim Nyström 6-4, 6-7, 7-6    | Sergio Casal Emilio Sánchez        | Diego Pérez Thomas Muster       | Roberto Argüello Goran Prpić Claudio Pistolesi Francesco Cancellotti |
| 9 settembre  | Mercedes Cup 1985 Stoccarda, Germania Terra rossa - 117 000 $ Singolare - Doppio                                | Ivan Lendl 6-4 6-0                               | Brad Gilbert                       | José Luis Clerc Tomáš Šmíd      | Ronald Agénor Jan Gunnarsson Andreas Maurer Udo Riglewski            |
| 9 settembre  | Mercedes Cup 1985 Stoccarda, Germania Terra rossa - 117 000 $ Singolare - Doppio                                | Ivan Lendl Tomáš Šmíd 3-6, 6-4, 6-2              | Andy Kohlberg João Soares          | José Luis Clerc Tomáš Šmíd      | Ronald Agénor Jan Gunnarsson Andreas Maurer Udo Riglewski            |
| 16 settembre | ATP Bordeaux 1985 Bordeaux, Francia Terra rossa - 100 000 $ Singolare - Doppio                                  | Diego Pérez 6-4 7-6 -                            | Jimmy Brown                        | José Luis Clerc Thierry Tulasne | Ronald Agénor Jorge Bardou Francisco Maciel Libor Pimek              |
| 16 settembre | ATP Bordeaux 1985 Bordeaux, Francia Terra rossa - 100 000 $ Singolare - Doppio                                  | David Felgate Stephen Shaw 6-4, 5-7, 6-4         | Libor Pimek Blaine Willenborg      | José Luis Clerc Thierry Tulasne | Ronald Agénor Jorge Bardou Francisco Maciel Libor Pimek              |
| 16 settembre | Geneva Open 1985 Ginevra, Svizzera Terra rossa - 100 000 $ Singolare - Doppio                                   | Tomáš Šmíd 6-4 6-4                               | Mats Wilander                      | Henri Leconte Juan Aguilera     | Jakob Hlasek Marián Vajda Roberto Argüello Leonardo Lavalle          |
| 16 settembre | Geneva Open 1985 Ginevra, Svizzera Terra rossa - 100 000 $ Singolare - Doppio                                   | Sergio Casal Emilio Sánchez 6–4, 4–6, 7–5        | Carlos Kirmayr Cássio Motta        | Henri Leconte Juan Aguilera     | Jakob Hlasek Marián Vajda Roberto Argüello Leonardo Lavalle          |
| 16 settembre | Los Angeles Open 1985 Los Angeles, California, Stati Uniti Cemento - 315 000 $ Singolare - Doppio               | Paul Annacone 7-6 6-7 7-6                        | Stefan Edberg                      | John McEnroe Johan Kriek        | Brad Gilbert Scott Davis Jimmy Arias Ramesh Krishnan                 |
| 16 settembre | Los Angeles Open 1985 Los Angeles, California, Stati Uniti Cemento - 315 000 $ Singolare - Doppio               | Scott Davis Robert Van't Hof 6-3, 7-6            | Paul Annacone Christo van Rensburg | John McEnroe Johan Kriek        | Brad Gilbert Scott Davis Jimmy Arias Ramesh Krishnan                 |
| 23 settembre | Torneo Godó 1985 Barcellona, Spagna Terra rossa - 275 000 $ Singolare - Doppio                                  | Thierry Tulasne 0-6, 6-2, 3-6, 6-4, 6-0          | Mats Wilander                      | Martín Jaite Henri Leconte      | Sergio Casal Kent Carlsson Anders Järryd Emilio Sánchez              |
| 23 settembre | Torneo Godó 1985 Barcellona, Spagna Terra rossa - 275 000 $ Singolare - Doppio                                  | Sergio Casal Emilio Sánchez 6-3, 6-3             | Jan Gunnarsson Michael Mortensen   | Martín Jaite Henri Leconte      | Sergio Casal Kent Carlsson Anders Järryd Emilio Sánchez              |
| 23 settembre | Pacific Coast Championships 1985 San Francisco, California, USA Sintetico indoor - 277 000 $ Singolare - Doppio | Stefan Edberg 6-4 6-2                            | Johan Kriek                        | Bob Green Paul Annacone         | John McEnroe Eliot Teltscher Brad Gilbert Tim Mayotte                |
| 23 settembre | Pacific Coast Championships 1985 San Francisco, California, USA Sintetico indoor - 277 000 $ Singolare - Doppio | Paul Annacone Christo van Rensburg 3-6, 6-3, 6-4 | Brad Gilbert Sandy Mayer           | Bob Green Paul Annacone         | John McEnroe Eliot Teltscher Brad Gilbert Tim Mayotte                |

### Ottobre
| Settimana  | Torneo                                                                                                | Vincitore                                           | Finalista                           | Semifinalisti                      | Eliminati ai quarti                                        |
| ---------- | --- | --------------------------------------------------- | ----------------------------------- | ---------------------------------- | ---------------------------------------------------------- |
| 7 ottobre  | GWA Tennis Classic 1985 Brisbane, Australia Sintetico indoor - 150 000 $ Singolare - Doppio           | Paul Annacone 6-3 6-3                               | Kelly Evernden                      | Simon Youl Glenn Layendecker       | Marty Davis Russell Simpson Bud Schultz Ben Testerman      |
| 7 ottobre  | GWA Tennis Classic 1985 Brisbane, Australia Sintetico indoor - 150 000 $ Singolare - Doppio           | Marty Davis Brad Drewett 6-2, 6-2                   | Bud Schultz Ben Testerman           | Simon Youl Glenn Layendecker       | Marty Davis Russell Simpson Bud Schultz Ben Testerman      |
| 7 ottobre  | South African Open 1985 Johannesburg, Sudafrica Cemento - 250 000 $ Singolare - Doppio                | Matt Anger 6–4, 3–6, 6–3, 6–2                       | Brad Gilbert                        | Jimmy Arias Johan Kriek            | Kevin Curren John Sadri Martin Wostenholme Mike De Palmer  |
| 7 ottobre  | South African Open 1985 Johannesburg, Sudafrica Cemento - 250 000 $ Singolare - Doppio                | Colin Dowdeswell Christo van Rensburg 3-6, 7-6, 6-4 | Amos Mansdorf Shahar Perkiss        | Jimmy Arias Johan Kriek            | Kevin Curren John Sadri Martin Wostenholme Mike De Palmer  |
| 7 ottobre  | Grand Prix de Tennis de Toulouse 1985 Tolosa, Francia Sintetico indoor - 175 000 $ Singolare - Doppio | Yannick Noah 6-4 6-4                                | Tomáš Šmíd                          | Guy Forget Ramesh Krishnan         | Jakob Hlasek Libor Pimek Jan Gunnarsson Jérôme Potier      |
| 7 ottobre  | Grand Prix de Tennis de Toulouse 1985 Tolosa, Francia Sintetico indoor - 175 000 $ Singolare - Doppio | Ricardo Acuña Jakob Hlasek 3-6, 6-2, 9-7            | Pavel Složil Tomáš Šmíd             | Guy Forget Ramesh Krishnan         | Jakob Hlasek Libor Pimek Jan Gunnarsson Jérôme Potier      |
| 14 ottobre | Swiss Indoors 1985 Basilea, Svizzera Cemento indoor - 150 000 $ Singolare - Doppio                    | Stefan Edberg 6-7, 6-4, 7-6, 6-1                    | Yannick Noah                        | Libor Pimek Wojciech Fibak         | Guy Forget Miloslav Mečíř Thierry Tulasne Hans Schwaier    |
| 14 ottobre | Swiss Indoors 1985 Basilea, Svizzera Cemento indoor - 150 000 $ Singolare - Doppio                    | Tim Gullikson Tom Gullikson 4-6, 6-4, 6-4           | Mark Dickson Tim Wilkison           | Libor Pimek Wojciech Fibak         | Guy Forget Miloslav Mečíř Thierry Tulasne Hans Schwaier    |
| 14 ottobre | Australian Indoor Championships 1985 Sydney, Australia Cemento indoor - 285 000 $ Singolare - Doppio  | Ivan Lendl 6-4 6-4 7-6                              | Henri Leconte                       | Paul Annacone John Fitzgerald      | Ben Testerman Chip Hooper Andrés Gómez Simon Youl          |
| 14 ottobre | Australian Indoor Championships 1985 Sydney, Australia Cemento indoor - 285 000 $ Singolare - Doppio  | John Fitzgerald Anders Järryd 6–3, 6–2              | Mark Edmondson Kim Warwick          | Paul Annacone John Fitzgerald      | Ben Testerman Chip Hooper Andrés Gómez Simon Youl          |
| 14 ottobre | Tel Aviv Open 1985 Tel Aviv, Israele Cemento - 94 000 $ Singolare - Doppio                            | Brad Gilbert 6-3 6-2                                | Amos Mansdorf                       | Shahar Perkiss Jeremy Bates        | Gianni Ocleppo Eric Jelen Peter Carlsson Florin Segărceanu |
| 14 ottobre | Tel Aviv Open 1985 Tel Aviv, Israele Cemento - 94 000 $ Singolare - Doppio                            | Brad Gilbert Ilie Năstase 6–3, 6–2                  | Michael Robertson Florin Segărceanu | Shahar Perkiss Jeremy Bates        | Gianni Ocleppo Eric Jelen Peter Carlsson Florin Segărceanu |
| 14 ottobre | Japan Open Tennis Championships 1985 Tokyo, Giappone Cemento Singolare - Doppio                       | Scott Davis 6-1 7-6                                 | Jimmy Arias                         | Glenn Michibata Johan Carlsson     | Greg Holmes Matt Anger Jonathan Canter Sammy Giammalva     |
| 14 ottobre | Japan Open Tennis Championships 1985 Tokyo, Giappone Cemento Singolare - Doppio                       | Scott Davis David Pate 7-6, 6-7, 6-3                | Sammy Giammalva Jr. Greg Holmes     | Glenn Michibata Johan Carlsson     | Greg Holmes Matt Anger Jonathan Canter Sammy Giammalva     |
| 21 ottobre | Cologne Grand Prix 1985 Colonia, Germania Cemento indoor - 119 200 $ Singolare - Doppio               | Peter Lundgren 6-3 6-2                              | Ramesh Krishnan                     | Mark Dickson Tim Wilkison          | Horacio de la Peña John Lloyd Tom Gullikson Jeremy Bates   |
| 21 ottobre | Cologne Grand Prix 1985 Colonia, Germania Cemento indoor - 119 200 $ Singolare - Doppio               | Alex Antonitsch Michiel Schapers 6–4, 7–5           | Jan Gunnarsson Peter Lundgren       | Mark Dickson Tim Wilkison          | Horacio de la Peña John Lloyd Tom Gullikson Jeremy Bates   |
| 21 ottobre | Melbourne Indoor 1985 Melbourne, Australia Sintetico indoor - 200 000 $ Singolare - Doppio            | Marty Davis 6-4 6-4                                 | Paul Annacone                       | Christo van Rensburg Ben Testerman | Wally Masur Mark Woodforde Broderick Dyke Peter McNamara   |
| 21 ottobre | Melbourne Indoor 1985 Melbourne, Australia Sintetico indoor - 200 000 $ Singolare - Doppio            | Brad Drewett Matt Mitchell 4–6, 7–6, 6–4            | David Dowlen Nduka Odizor           | Christo van Rensburg Ben Testerman | Wally Masur Mark Woodforde Broderick Dyke Peter McNamara   |
| 21 ottobre | Tokyo Indoor 1985 Tokyo, Giappone Sintetico indoor - 375 000 $ Singolare - Doppio                     | Ivan Lendl 6-0 6-4                                  | Mats Wilander                       | Boris Becker Jimmy Connors         | Tim Mayotte Anders Järryd Vincent Van patten Andrés Gómez  |
| 21 ottobre | Tokyo Indoor 1985 Tokyo, Giappone Sintetico indoor - 375 000 $ Singolare - Doppio                     | Ken Flach Robert Seguso 4-6, 6-3, 7-6               | Scott Davis David Pate              | Boris Becker Jimmy Connors         | Tim Mayotte Anders Järryd Vincent Van patten Andrés Gómez  |

### Novembre
| Settimana   | Torneo                                                                                            | Vincitore                                             | Finalista                         | Semifinalisti                   | Eliminati ai quarti                                        |
| ----------- | ------------------------------------------------------------------------------------------------- | ----------------------------------------------------- | --------------------------------- | ------------------------------- | ---------------------------------------------------------- |
| 4 novembre  | Stockholm Open 1985 Stoccolma, Svezia Cemento indoor - 375 000 $ Singolare - Doppio               | John McEnroe 6-1 6-2                                  | Anders Järryd                     | Stefan Edberg Joakim Nyström    | Peter Lundgren Sergio Casal Yannick Noah Jakob Hlasek      |
| 4 novembre  | Stockholm Open 1985 Stoccolma, Svezia Cemento indoor - 375 000 $ Singolare - Doppio               | Guy Forget Andrés Gómez 6–3, 6–4                      | Mike De Palmer Gary Donnelly      | Stefan Edberg Joakim Nyström    | Peter Lundgren Sergio Casal Yannick Noah Jakob Hlasek      |
| 11 novembre | Wembley Championships 1985 Wembley, Gran Bretagna Sintetico indoor - 375 000 $ Singolare - Doppio | Ivan Lendl 6-7, 6-3, 4-6, 6-4, 6-4                    | Boris Becker                      | David Pate Anders Järryd        | Johan Kriek Joakim Nyström Ramesh Krishnan Mike Leach      |
| 11 novembre | Wembley Championships 1985 Wembley, Gran Bretagna Sintetico indoor - 375 000 $ Singolare - Doppio | Anders Järryd Guy Forget 7-5, 4-6, 7-5                | Boris Becker Slobodan Živojinović | David Pate Anders Järryd        | Johan Kriek Joakim Nyström Ramesh Krishnan Mike Leach      |
| 18 novembre | Hong Kong Open 1985 Hong Kong, Hong Kong Cemento - 200 000 $ Singolare - Doppio                   | Andrés Gómez 6-3 6-3 3-6                              | Aaron Krickstein                  | Bud Schultz Jakob Hlasek        | Leonardo Lavalle Jonathan Canter Matt Anger Tomáš Šmíd     |
| 18 novembre | Hong Kong Open 1985 Hong Kong, Hong Kong Cemento - 200 000 $ Singolare - Doppio                   | Brad Drewett Kim Warwick 3–6, 6–4, 6–2                | Jakob Hlasek Tomáš Šmíd           | Bud Schultz Jakob Hlasek        | Leonardo Lavalle Jonathan Canter Matt Anger Tomáš Šmíd     |
| 18 novembre | Vienna Open 1985 Vienna, Austria Cemento indoor - 100 000 $ Singolare - Doppio                    | Jan Gunnarsson 6–7, 6–2, 6–4, 1–6, 7–5                | Libor Pimek                       | Heinz Günthardt Andreas Maurer  | Michael Westphal Ronald Agénor Mike De Palmer Martín Jaite |
| 18 novembre | Vienna Open 1985 Vienna, Austria Cemento indoor - 100 000 $ Singolare - Doppio                    | Mike De Palmer Gary Donnelly 6–4, 6–3                 | Sergio Casal Emilio Sánchez       | Heinz Günthardt Andreas Maurer  | Michael Westphal Ronald Agénor Mike De Palmer Martín Jaite |
| 25 novembre | Australian Open 1985 Melbourne, Australia Grande Slam Singolare - Doppio                          | Stefan Edberg 6-4 6-3 6-3                             | Mats Wilander                     | Ivan Lendl Slobodan Živojinović | John Lloyd Michiel Schapers Johan Kriek John McEnroe       |
| 25 novembre | Australian Open 1985 Melbourne, Australia Grande Slam Singolare - Doppio                          | Paul Annacone Christo van Rensburg 3–6, 7–6, 6–4, 6–4 | Mark Edmondson Kim Warwick        | Ivan Lendl Slobodan Živojinović | John Lloyd Michiel Schapers Johan Kriek John McEnroe       |

### Dicembre
| Settimana   | Torneo                                                                             | Vincitore                           | Finalista                    | Semifinalisti                 | Eliminati ai quarti                                         |
| ----------- | ---------------------------------------------------------------------------------- | ----------------------------------- | ---------------------------- | ----------------------------- | ----------------------------------------------------------- |
| 9 dicembre  | New South Wales Open 1985 Sydney, Australia Erba - 145 000 $ Singolare - Doppio    | Henri Leconte 6-7, 6-2, 6-3         | Kelly Evernden               | Matt Angerer Mark Dickson     | Bud Schultz Wally Masur Christo Steyn Tim Mayotte           |
| 9 dicembre  | New South Wales Open 1985 Sydney, Australia Erba - 145 000 $ Singolare - Doppio    | David Dowlen Nduka Odizor 6-4, 7-6  | Wally Masur Broderick Dyke   | Matt Angerer Mark Dickson     | Bud Schultz Wally Masur Christo Steyn Tim Mayotte           |
| 16 dicembre | South Australian Open 1985 Adelaide, Australia Erba - 110 000 $ Singolare - Doppio | Eddie Edwards 6–2, 6–4              | Peter Doohan                 | Wally Masur Christo Steyn     | Roberto Saad Amos Mansdorf Leif Shiras John Fitzgerald      |
| 16 dicembre | South Australian Open 1985 Adelaide, Australia Erba - 110 000 $ Singolare - Doppio | Mark Edmondson Kim Warwick 6–4, 6–4 | Nelson Aerts Tomm Warneke    | Wally Masur Christo Steyn     | Roberto Saad Amos Mansdorf Leif Shiras John Fitzgerald      |
| 23 dicembre | Melbourne Outdoor 1985 Melbourne, Australia Erba - 100 000 $ Singolare - Doppio    | Jonathan Canter 5–7, 6–3, 6–4       | Peter Doohan                 | Mark Kratzmann Mark Edmondson | Michael Robertson Bill Scanlon Eddie Edwards Broderick Dyke |
| 23 dicembre | Melbourne Outdoor 1985 Melbourne, Australia Erba - 100 000 $ Singolare - Doppio    | Darren Cahill Peter Carter 7–6, 6–1 | Brett Dickinson Roberto Saad | Mark Kratzmann Mark Edmondson | Michael Robertson Bill Scanlon Eddie Edwards Broderick Dyke |

### Gennaio 1986
| Settimana  | Torneo                                                                                     | Vincitore                            | Finalista                    | Semifinalisti              | Eliminati ai quarti                                |
| ---------- | ------------------------------------------------------------------------------------------ | ------------------------------------ | ---------------------------- | -------------------------- | -------------------------------------------------- |
| 14 gennaio | Nabisco Masters 1985 New York, Stati Uniti Sintetico indoor - 400 000 $ Singolare - Doppio | Ivan Lendl 6-2 7-6 6-3               | Boris Becker                 | Andrés Gómez Anders Järryd | Tim Mayotte Johan Kriek Mats Wilander Brad Gilbert |
| 14 gennaio | Nabisco Masters 1985 New York, Stati Uniti Sintetico indoor - 400 000 $ Singolare - Doppio | Stefan Edberg Anders Järryd 6-1, 7-6 | Joakim Nyström Mats Wilander | Andrés Gómez Anders Järryd | Tim Mayotte Johan Kriek Mats Wilander Brad Gilbert |

## Debutti
- Thomas Muster